# Desmodium densiflorum
Desmodium densiflorum är en ärtväxtart som beskrevs av William Botting Hemsley. Desmodium densiflorum ingår i släktet Desmodium och familjen ärtväxter. Inga underarter finns listade i Catalogue of Life.